# Montrose (Illinois)
Pour les articles homonymes, voir Montrose.
Montrose est un village des comtés de Cumberland et Effingham dans l'Illinois, aux États-Unis,. Il est incorporé le 24 juillet 1894.

## Source de la traduction
- (en) Cet article est partiellement ou en totalité issu de l’article de Wikipédia en anglais intitulé « Montrose, Illinois » (voir la liste des auteurs).